# Daichi Suzuki
Daichi Suzuki (鈴木大地?, Suzuki Daichi; Chiba, 10 marzo 1967) è un ex nuotatore giapponese.

## Carriera
Specializzato nel dorso, ha vinto la medaglia d'oro nei 100 m dorso alle olimpiadi di Seul 1988.

## Palmarès
- Giochi olimpici

Seul 1988: oro nei 100 m dorso.
- Giochi PanPacifici

1987 - Brisbane: argento nei 100 m dorso.
- Giochi asiatici

1986 - Seul: oro nei 100 m dorso.